# Capilla de La Soledad (Gijón)
La capilla de La Soledad es una pequeña capilla situada en el barrio de Cimadevilla, en la ciudad asturiana de Gijón (España).

## Descripción
Fue fundada por Antonia Valdés de Llanos en 1674 como capilla de La Ascensión, y fue sede del antiguo Gremio de Mareantes y hoy de la Cofradía de Pescadores tras la desaparición de su anterior sede, la capilla de Santa Catalina. Formaba parte de una casona no conservada hoy. La capilla actual es una reconstrucción posterior a la Guerra Civil, restaurada de nuevo en 1996. Cuenta con una fachada austera con una puerta adintelada y almohadillado, una pequeña ventana sobre esta con un medallón a cada lado, y una discreta espadaña. 
Es de planta casi cuadrada. En el interior cuenta con un coro de madera a los pies del templo, que antiguamente comunicaba con la casona. El altar se cubre con bóveda baída. En un pequeño retablo se sitúa la imagen de La Soledad, de Antonio Ballester, (1942). La imaginería se completa con el Cristo de Medinaceli (1946), de Manuel Cajide. Le acompañan a los pies una talla de un Cristo yacente, guardado en una urna de cristal, y en el lado derecho de la nave la imagen de San Pedro, patrón de Gijón.